# مغنون موريتانيون
1. سدوم ولد أيدة
2. ديمي منت آبة
3. الخليفة ولد أيدة
4. بابه ولد حمبارة
5. محمد ولد أنكذي
6. المعلومة منت الميداح :مغنية وسياسية موريتانية تشغل حاليا منصب شيخ في مجلس الشيوخ الموريتاني.
7. علي سالم(مطرب موريتاني)
8. ياسين ولد النانا
9. محمد ولد حمبارة
10. النعمة منت الشويخ
11. لبابة منت الميداح
12. كرمي منت آبة